# Kanadské arktické souostroví

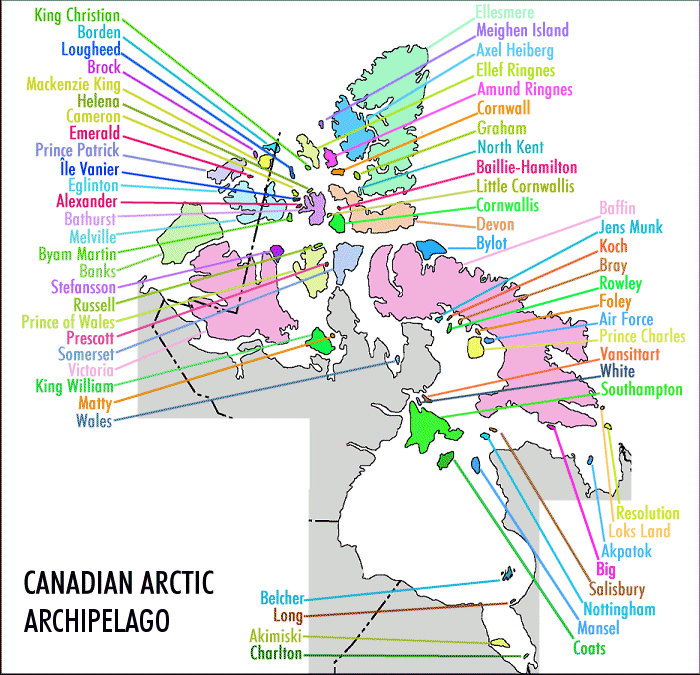
Kanadské arktické ostrovy

Kanadské arktické ostrovy (angl. Canadian Arctic Archipelago) je označení pro soubor kanadských ostrovů ležících v Arktidě. Jde o skupinu 36 563 ostrovů a ostrůvků zabírajících plochu asi 1,4 miliónu km². Nachází se mezi nimi tři z deseti největších ostrovů světa: Baffinův ostrov (5.), Viktoriin ostrov (8.) a Ellesmerův ostrov (10.). Leží na sever od severoamerické pevniny, ze severu a západu je ohraničuje Severní ledový oceán (ze západu konkrétně Beaufortovo moře), na severovýchodě je Naresův průliv odděluje od Grónska a z východu je omývá výběžek Atlantského oceánu (Baffinovo moře, Davisův průliv, Labradorské moře). Většina ostrovů náleží teritoriu Nunavut, zbytek Severozápadním teritoriím. Průlivy mezi ostrovy se souhrnně označují jako Severozápadní průjezd nebo Severozápadní cesta a představují alternativní vodní cestu spojující Atlantik s Tichým oceánem.
Celé souostroví se nachází v polárním podnebném pásu, je tedy velmi nehostinné a naprostá většina ostrovů je neobydlených. V průměru zde žije zhruba 1 člověk na 100 km², nicméně asi polovina všech obyvatel je soustředěna ve městě Iqaluit na Baffinově ostrově.

## Historie
Původními obyvateli ostrovů jsou Inuité, kteří přišli z jihozápadního pobřeží Aljašky někdy kolem roku 1000 našeho letopočtu. Obývali hlavně jižní část souostroví.
Prvními Evropany na ostrovech mohli být v 11. a 12. století Vikingové.
Britský zábor ostrovů byl založen na objevech Martina Frobishera ze 70. let 16. století.
Kanadská suverenita nad ostrovy se původně (1870–1880) týkala pouze těch části, které se dotýkaly Hudsonova průlivu, Hudsonova zálivu a Foxe Basin. V roce 1880 Spojené království předalo Kanadě zbytek ostrovů, pro jejich správu byl založen District of Franklin (okres Franklin), který byl pojmenován po polárníkovi Johnu Franklinovi. Později byl přejmenován na Severozápadní teritoria. Až do roku 1930 severní části ostrovů patřily do norského záboru, Norsko se jej poté vzdalo.
V roce 1999 bylo v rámci politické emancipace Inuitů ze Severozápadních teritorií vyčleněno nové autonomní teritorium Nunavut, které pod svou správu získalo i většinu ostrovů.
Kanada si nárokuje všechny vodní cesty mezi ostrovy a odmítá připustit jejich mezinárodní charakter, nicméně Spojené státy a většina námořních velmocí odmítají kanadský nárok uznat. Kanada se obává, že neregulovanou lodní dopravou by byla narušena příroda, národní bezpečnost a suverenita.
Hansův ostrov v Naresově průlivu východně od Ellesmerova ostrova je v současnosti předmětem sporů mezi Dánskem a Kanadou.

## Ostrovy
- ostrovy královny Alžběty
  - Ellesmerův ostrov
  - Melvillův ostrov
  - Devon (ostrov)
  - ostrov Axela Heiberga
  - Sverdrupovy ostrovy
  - Parryho ostrovy
- Baffinův ostrov – největší a nejlidnatější, žijí zde asi tři čtvrtiny všech obyvatel souostroví
- ostrov prince Karla
- Bylotův ostrov
- ostrov krále Viléma
- Viktoriin ostrov
- Banksův ostrov